# Ramon Vilaró Giralt
Ramon Vilaró Giralt (Vic, 1945) es un periodista, escritor y director de documentales.

## Biografía
Estudió Maestría Industrial y Bachillerato Superior en Vic. Cursos de Periodismo en la Université Libre de Bruxelles y en la Universidad Autónoma de Barcelona, sin terminar titulación académica. Clases de radio, en Radio Juventud, en Barcelona, y crónicas en El Correo Catalán, desde 1965. Es miembro del Colegio de Periodistas de Cataluña.
Desde 1968 ha trabajado como corresponsal para los diarios Madrid, El Correo Catalán, Ya y El Correo Español-Pueblo Vasco. Fue fundador y director del boletín de noticias europeas Inforeuropa, de 1969 a 1976.
Corresponsal de El País – con crónica en el número 1, en primera plana - en Bruselas, Washington D.C. y Tokio, entre 1976 y 1989. Cronista para la BBC, servicio en español, desde Bruselas. Delegado en Cataluña del Grupo 16, entre 1990 y 1991. Columnista de La Vanguardia, director en Cataluña del diario económico Cinco Días (Grupo Prisa), entre 1996 y 1998. Delegado de Cambio16, entre 1999 y 2012. Cronista de viajes en El País, Geo y National Geographic, Columnista en Cambio16 y el digital de finanzas y empresas www.capitalmadrid.com.
Fue miembro de la Junta de la AJE (Association des Journalistes Européens) en Bruselas, entre 1972 y 1978, y presidente de l´APEC (Associació de Periodistes Europeus de Catalunya) entre 2017 y 2020. También fue vicepresidente del SCIJ (Ski Club International des Journalistes), entre 2008 y 2016.
Miembro del TEAM EUROPE de conferenciantes sobre temas europeos. Autor de libros de ensayo periodístico, viajes y novelas. Guionista y director de documentales. ramonvilaro.com arletfilms.com

## Arlet Films
ArletFilms S.L. es una productora de televisión y cine, con sede en Barcelona, en la línea de anteriores productoras del periodista y escritor Ramon Vilaró. Uno de sus documentales ha sido "El legado de Francisco Javier en Japón", codirigido con Gonzalo Robledo, con motivo del V Centenario del Nacimiento de San Francisco Javier, celebrado en 2006.
Otras producciones fueron "Made in Barcelona" (serie documental de 6x30' para TVE y la televisión pública japonesa NHK, en 1992), "Miró" y "La llum de Mallorca" (documental de 1x54´para TV3, en 1993). Fue productor asociado del documental "Del Naufragio a la Amistad" (2009) con PEACE, Inc. Tokyo.
Las últimas producciones han sido el documental "De Aliados a Masacrados. Los últimos de Filipinas" (2014, en coproducción con RTVE) y "Constante y El Floridita de Hemingway" (2020).
En cine preparan el largometraje "Diferencia horaria", basado en la novela "Dainichi" (editada en japonés por Heibonsha, 2010), conjuntamente con el coproductor y guionista Gonzalo Robledo.

## Obra

### Libros
- Mabuhay, Bienvenidos a Filipinas
- Sol Naciente. Historias hispano - japonesas
- Samurai y Cristo (Dainchi edición en japonés)
- Gringolandia, un retrato de EE.UU y su relación con España
- La última conquista. La colonización de la Alta California
- Tabaco. El imperio del marques de comillas
- DAINICHI. La epopeya de Francisco Javier en Japón
- Nova York i Washington
- Japón. Más allá del vídeo y de las geishas
- Más allá de las hamburguesas y los pantalones vaqueros

### Documentales
- Constante y El Floridita de Hemingway (Arlet 2020)
- De Aliados a Masacrados. Los últimos de Filipinas (RTVE 2014)
- Javier- un navarro en tierras de los daimios
- Miró, la llum de Mallorca
- Made in Barcelona